# 模拟人生移动版
《模擬市民手機版》是一款生活及社交模擬遊戲，最初版本由Maxis開發，是繼《模擬市民免費版》後第二款於iOS和Android平台推出的免費模擬市民系列遊戲，2018年3月6日由藝電旗下手機遊戲部門EA Mobile正式發行。其後開發商改由EA Mobile旗下位於澳洲的火猴工作室（Firemonkeys Studios）到目前由同屬旗下位於印度的Slingshot Games主導開發更新版本。
本作最早於2017年5月9日公開，以多人玩家互動和故事要素作為賣點。此外，遊戲中的各項內容也多取自《模擬市民4》。

## 遊戲要素

### 創造模擬市民
自訂外貌介面更加接近《模擬市民4》，自由選擇不同的臉部、眼睛、體型等樣式，也能進行細部調整。

服裝則新增具有特效及附加特徵的款式，可至伊奇時尚店抽獎獲得。

最多可同時操作四位模擬市民，亦可隨時切換至其他家庭成員，或將其退休以釋出使用權。

### 房屋及社區
玩家將以「海洋高地」作為起點，隨著遊戲進行將可購買/取得更多傢俱，以及擴充周圍的空間，逐漸為住家改頭換面。等級達到18或付費即可購買更多地段（最大6個一般地段+2個付費地段），快速遷移現有模擬市民，同時建造多種風格的房屋。亦有包含專屬物件的預設房屋。

讓模擬市民前往公共區域工作、娛樂、執行任務或參與節慶活動。共有園畔、商業廣場、市區、海濱區，隨著等級提升依序開放。

### 多人連線
玩家可在遊戲中的公共區域見到其他人所創造的模擬市民，並與他們互動、發展關係，甚至組織家庭。也可舉辦派對與好友同樂，或是參加其他人的派對，並透過聊天室即時對話。

### 故事情節
本作加入了故事內容，分為職涯、關係、愛好，逐步完成就能購置專屬傢俱和服裝。在各個領域大放異彩，或是著重人際關係進展。

### 其他
與較早推出的《模擬市民免費版》相比，美術設計大幅提升，自訂外貌功能強化，相反地部分原作特色有所刪減，但這不表示未來沒有機會重新加入：

- 建造模式缺少泳池等戶外工具

- 公共區域僅能變更內部擺設，無法編輯外觀和結構。支援房屋地段的新功能尚未套用至公共區域，例如樓層、晝夜循環等

- 需求系統

- 寵物系統

## 發展
2017年5月9日，模擬市民官方頻道公開本作相關影片，不過當時尚未公佈上市時間，不久後便於巴西的App Store和Google Play上架測試。

2018年3月6日，《模擬市民手機版》於全球各地上市，而香港、中國大陸等部分亞洲地區仍未開放下載。

2019年5月5日，開發團隊由Maxis移交至負責《模擬市民免費版》的Firemonkeys。

## 迴響
遊戲釋出後便有不少玩家進行遊玩，“愛玩網”作者認為「保留了原作部分設計，精緻的畫面、豐富的內容/社交，整體賣相不錯，但同時也覺得遊戲的體力系統嚴重限制體驗，造成割裂感，要玩得流暢免不了需要付費」。

## 外部連結
- 官方网站